# Antene
Antene o Antena (en griego, Άνθήνη) es el nombre de una antigua ciudad griega de Laconia que también perteneció al territorio de Argólide en determinados periodos.

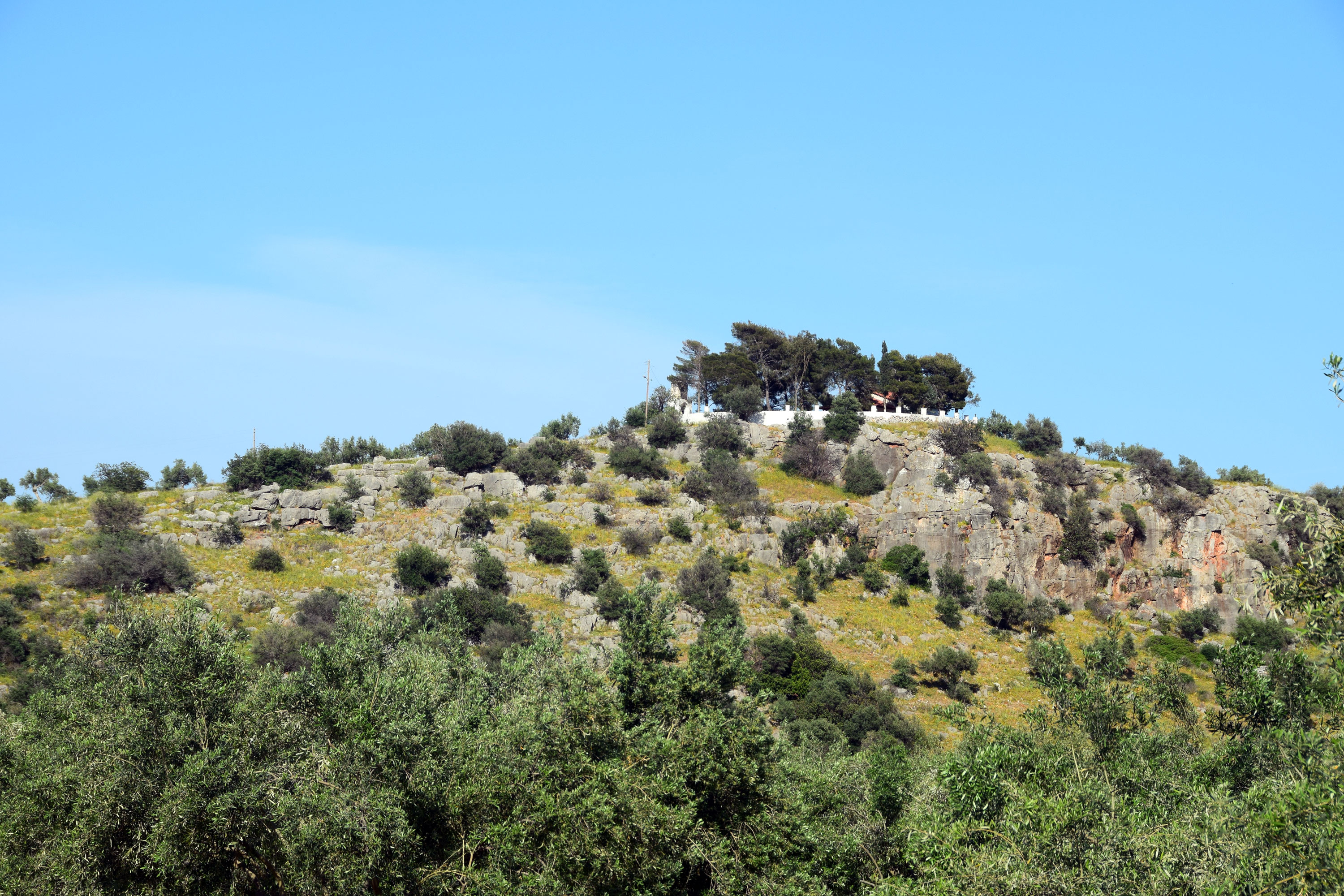
Colina donde se encontraba la antigua Antene.

En tiempo de Pausanias pertenecía a Argólide. Este señala que había sido colonia de los eginetas. Sitúa cerca de ella a Neris y a Eua, y en sus proximidades había un lugar donde se situaban unas tumbas comunes donde, hacia el año 550 a. C. habían luchado por el territorio de Tirea trescientos argivos contra trescientos lacedemonios y habían muerto todos excepto un lacedemonio y dos argivos.
Es mencionada por Tucídides en el marco de la guerra del Peloponeso. En las conversaciones de paz entre argivos y lacedemonios del año 420 a. C., los argivos pretendieron que se sometiese a arbitraje la posesión del territorio disputado de Cinuria, donde se ubicaban las poblaciones de Tirea y Antena, que entonces pertenecían a los lacedemonios. Se llegó a un acuerdo mediante el cual se firmaba una tregua de cincuenta años pero donde se permitía que cualquiera de las dos partes podrían proponer decidir por las armas la pertenencia del territorio de Cinuria, bajo ciertas condiciones, tal como se había hecho en la batalla del año 550 a. C.